# Argyroploce scabellana
Argyroploce scabellana is een vlinder uit de familie van de bladrollers (Tortricidae). De wetenschappelijke naam van de soort is voor het eerst geldig gepubliceerd in 1852 door Zeller.